# Helesfa
Helesfa – wieś i gmina w południowej części Węgier.
Administracyjnie Helesfa należy do powiatu Szentlőrinc, wchodzącego w skład komitatu Baranya i jest jedną z 20 gmin tego powiatu.